# Joan Negrescolor
Joan Negrescolor (català: Joan Fernàndez Vicente)  (Barcelona, 1978) és un il·lustrador i autor català que treballa sobretot en l'àmbit del cartellisme, la premsa i la literatura infantil. Les seves il·lustracions gràfiques es caracteritzen per la força de les formes, sovint desproporcionades, el predomini dels colors càlids i la crítica social inherent a la narrativa visual.
Als Premis Junceda del 2018, Negrescolor va guanyar en les categories de Premsa i revistes, per les seves col·laboracions a la Directa, i de Llibre infantil de ficció i Gran Junceda per l'àlbum il·lustrat A cidade dos animais.
| «             | […] diuen que faig il·lustracions molt expressives amb composicions i missatges molt contundents. Exagero els posats, les faccions, el gest corporal. La meva formació teòrica ve dels moviments socials, de l'imaginari llibertari dels anys 1980 a Barcelona. | » |
| — Negrescolor | |   |